# Накрайници на връзките за обувки
Накрайниците, или аглет, са приспособления с различна форма, поставяни в краищата на връзките за обувки.

## Материали
Материалът за направата им включва различни видове пластмаса или метали и техни сплави.

## Функции
Накрайниците на връзките за обувки имат няколко функции:
1. Предотвратяване разплитането на връзката.[1]
2. Улесняване на прекарването на края на връзката през отворите на обувката.[2]
3. Декоративна функция.

## История
Необходимостта от твърд край на самата връзка и напредъка на технологиите води до използването, първоначално на дърво и сламки, а по-късно на пластмаса и редица метали и сплави. Хронологически е невъзможно да бъде проследена еволюцията на тези приспособления, макар че има хипотези, че дървото и сламките спират да се използват като материал след откриването на пластмасата, а като междинен период се счита използването на метал и камъни. Т.е. до съвременния си вид накрайниците са претърпели множество промени.
Резултат от използването на артистична концепция при направата са различният цвят, форма и размери, която може да се наблюдава при отделните видове.